# Hinojal
Hinojal – gmina w Hiszpanii, w prowincji Cáceres, w Estramadurze, o powierzchni 63,45 km². W 2011 roku gmina liczyła 443 mieszkańców.